# Nouart
Nouart ist eine französische Gemeinde mit 110 Einwohnern (Stand 1. Januar 2022) im Département Ardennes in der Region Grand Est (vor 2016 Champagne-Ardenne). Sie gehört zum Arrondissement Vouziers, zum Kanton Vouziers und zum Gemeindeverband Argonne Ardennaise.

## Geografie
Die Gemeinde Nouart liegt zwölf Kilometer südwestlich von Stenay am Ruissaur de Nouart, einem Quellbach der Wiseppe. Umgeben wird Nouart von den Nachbargemeinden Belval-Bois-des-Dames im Norden, Beaufort-en-Argonne und Beauclair im Osten, Tailly im Südosten und Süden, Bayonville und Buzancy im Südwesten sowie Fossé im Westen.

## Bevölkerungsentwicklung
| Jahr                       | 1962 | 1968 | 1975 | 1982 | 1990 | 1999 | 2009 | 2015 | 2019 |
| Einwohner                  | 250  | 240  | 185  | 167  | 124  | 140  | 145  | 150  | 121  |
| Quellen: Cassini und INSEE |      |      |      |      |      |      |      |      |      |

## Sehenswürdigkeiten

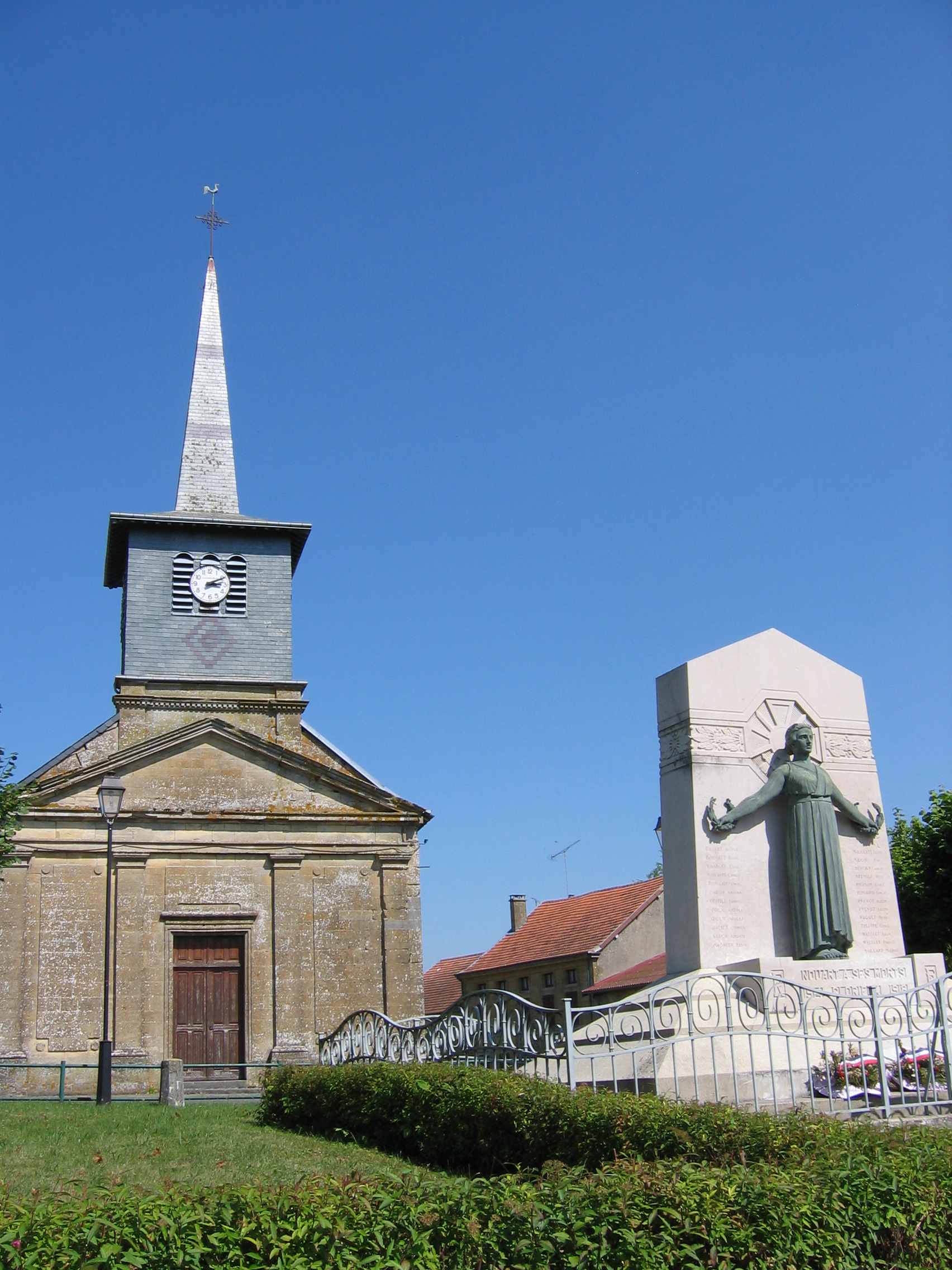
Kirche Saint-Hippolyte und Gefallenendenkmal

- Kirche Saint-Hippolyte

## Persönlichkeiten
- Alfred Chanzy (1823–1883), General und Diplomat